# Землянки (заказник)
Землянки́ — ботанічний заказник місцевого значення в Черкаському районі Черкаської області.
Розташовано у кв. 39 Креселецького лісництва Кам'янського лісового господарства. Створено рішенням Черкаської обласної ради від 22.12.2017 р. №19-23/VII.
На ділянці розташований відокремлений локус рідкісного виду рослин підсніжника складчастого (Galantus plicatus Bieb.). Вид має високий созологічний статус: занесений до Червоної книги України (статус — вразливий) та Червоного списку МСОП (статус — least concern).

## Галерея

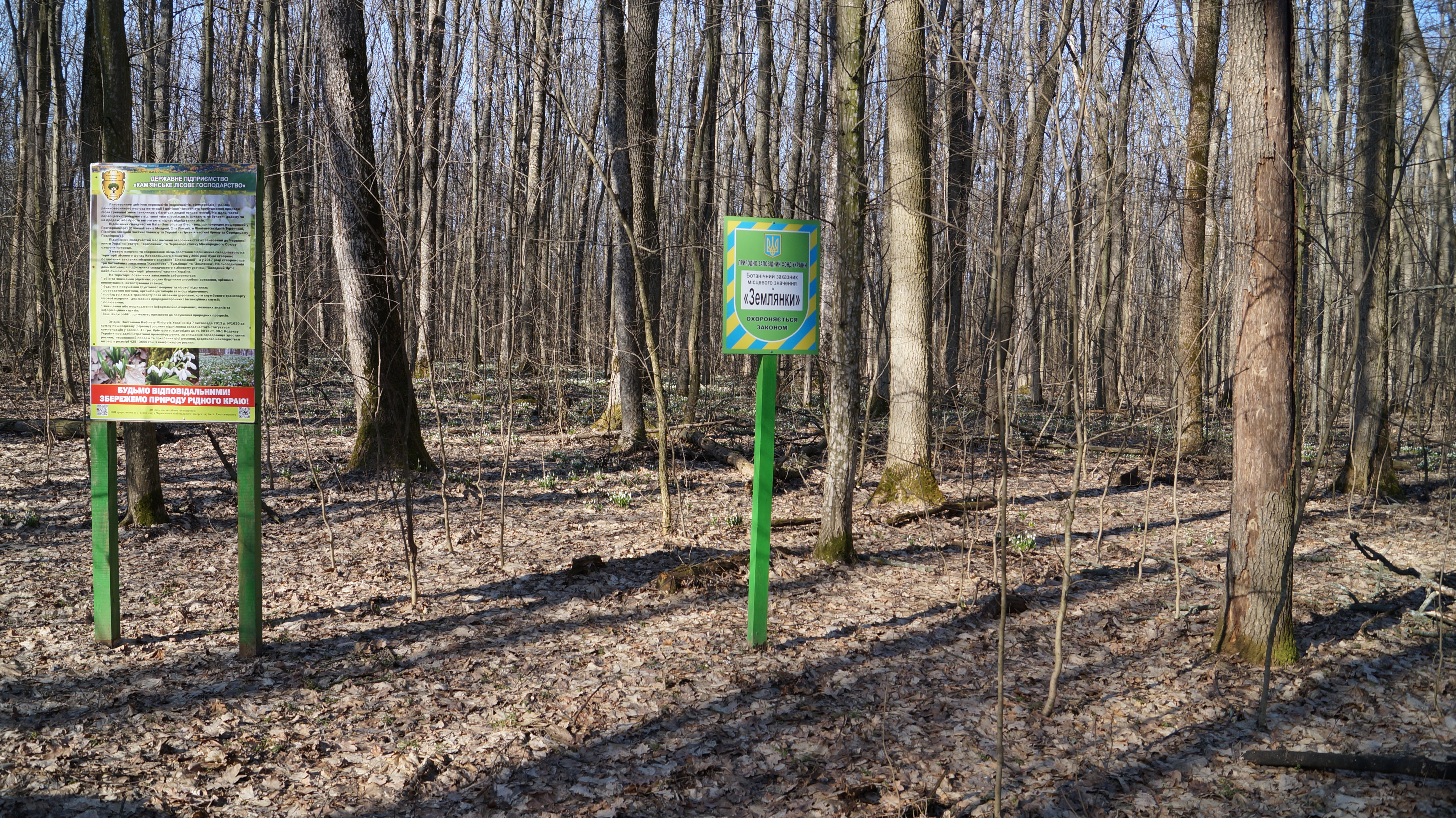
Загальний вигляд заказника
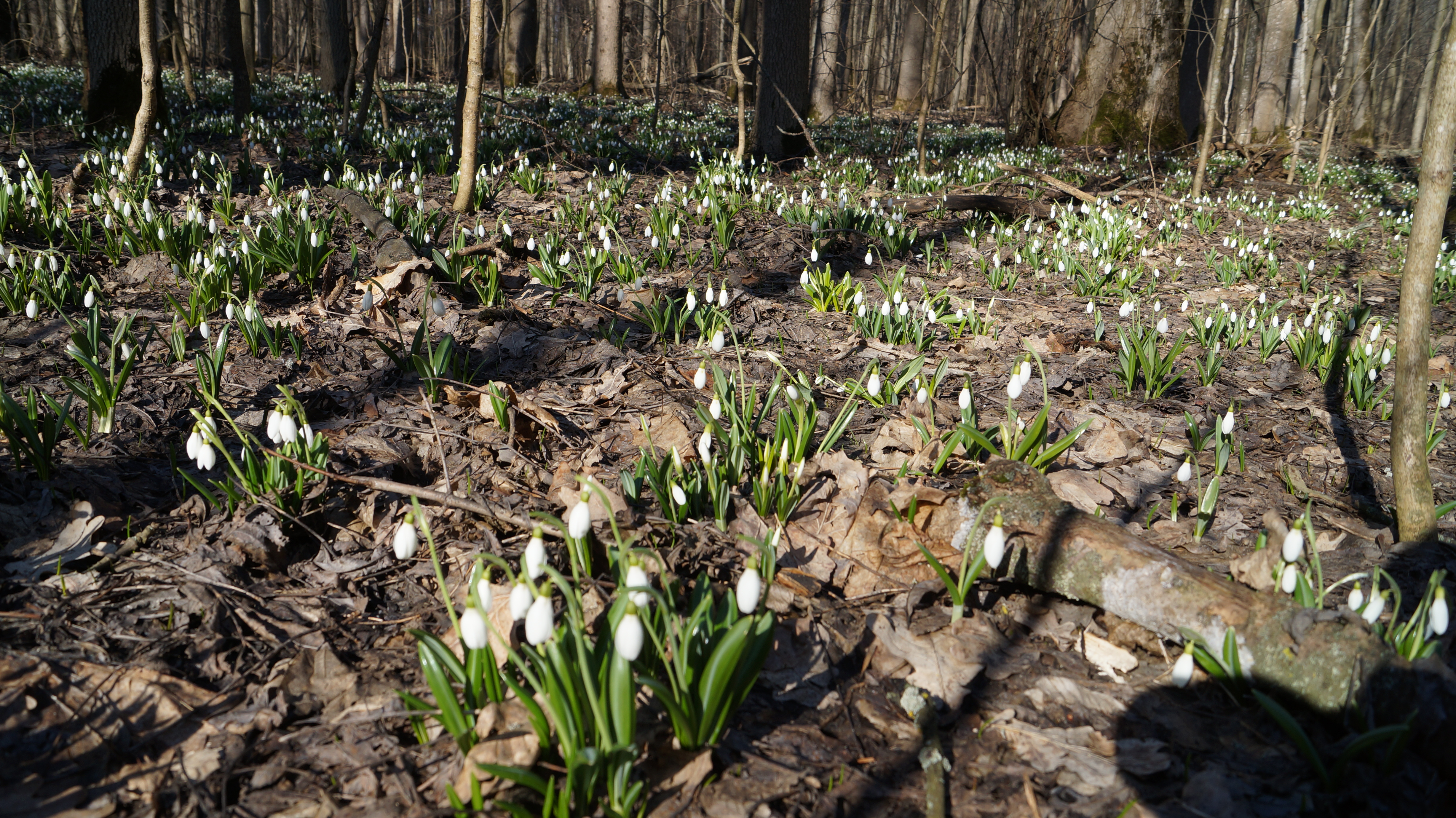
Підсніжник складчастий у заказнику
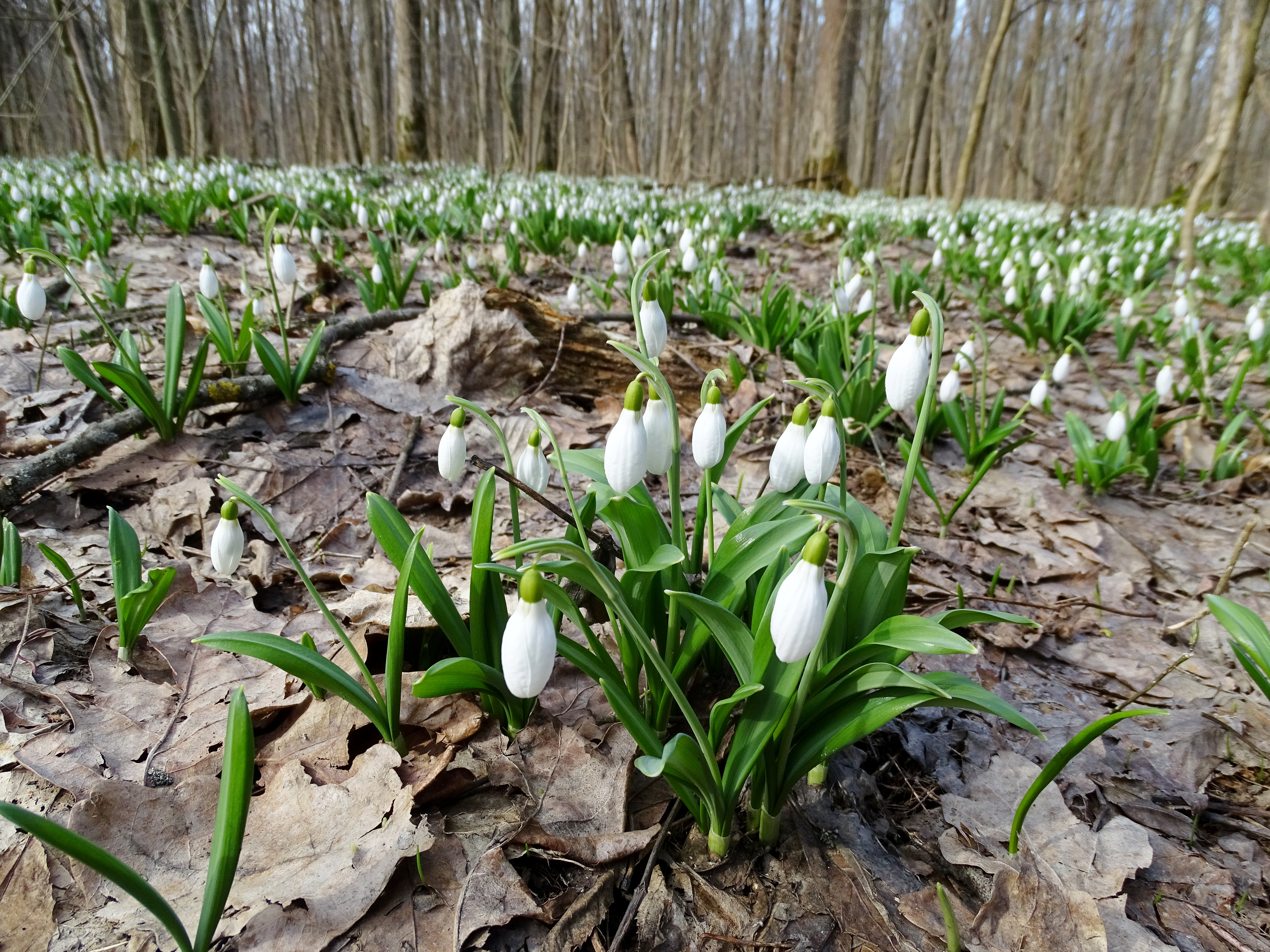
Підсніжник складчастий у заказнику

| Україна | Це незавершена стаття з географії України. Ви можете допомогти проєкту, виправивши або дописавши її. |